# Nati nel 1128
| Questa pagina contiene informazioni ricavate automaticamente dalle voci biografiche con l'ausilio del template Bio e di un bot. L'aggiornamento è periodico e automatico e ricostruisce completamente la pagina. Se manca una persona in questa lista, sei pregato di non aggiungerla, ma accertati piuttosto che la sua voce biografica contenga il template Bio e che i dati anagrafici siano correttamente compilati. Se il template Bio manca, inseriscilo tu stesso o, in alternativa, metti l'avviso {{tmp\|Bio}} che ne segnala la mancanza. Se i dati riportati sono sbagliati, correggi direttamente la voce biografica; le modifiche saranno visibili in questa lista entro pochi giorni. Per chiarimenti vedi il progetto biografie. La lista contiene solo le 12 persone che sono citate nell'enciclopedia e per le quali è stato implementato correttamente il template Bio. Pagina aggiornata al 10 ago 2025. |

- Absalon, arcivescovo cattolico e politico danese († 1201)
- Adolfo II di Schaumburg, nobile tedesco († 1164)
- Costanza di Francia, nobildonna francese († 1176)
- Elisabetta d'Ungheria, nobile ungherese († 1154)
- Giuliano di Cuenca, vescovo cattolico e santo spagnolo († 1208)
- Guerino FitzGerold Ciambellano, nobile e cavaliere medievale britannico († 1157)
- Ludovico II di Turingia, nobile tedesco († 1172)
- Lorenzo O'Toole, arcivescovo cattolico e santo irlandese († 1180)
- Ottone I di Brandeburgo, nobile tedesco († 1184)
- Stefano di Tournai, vescovo francese († 1203)
- Al-Mīrtulī, mistico e poeta arabo († 1207)
- Costanza d'Antiochia, principessa († 1163)